# André Patry
André Patry (n. 22 noiembrie 1902 – d. 20 iunie 1960) a fost un astronom francez.
A fost orfan de foarte tânăr și a început să lucreze, de la vârsta de 17 ani, la Observatorul Astronomic din Nisa.
A studiat asteroizii și a descoperit câțiva dintre ei. Asteroidul 1601 Patry, descoperit de astronomul francez Louis Boyer, în 1942, la Observatorul Astronomic din Alger, îi poartă numele.

## Notiță necrologică
- JO 43 (1960) 156